# Plaza de Spínola

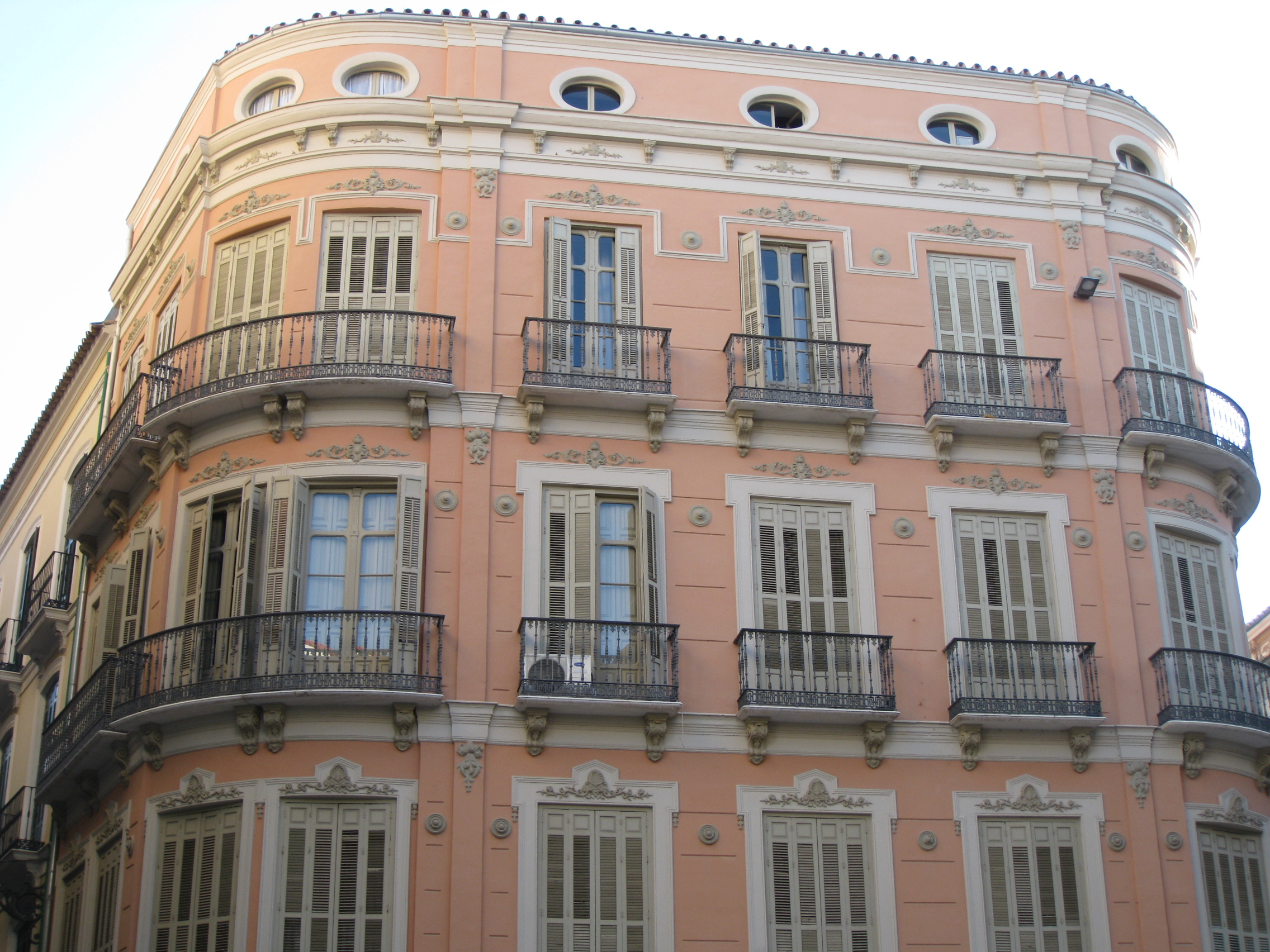
Calle de Sánchez Pastor, 9, obra de Gerónimo Cuervo.

La plaza de Spínola es una plazoleta del centro histórico de la ciudad de Málaga, España. Está situada en la confluencia de las calles Granada, Ángel, Sánchez Pastor y Calderería, aunque, desde la remodelación urbanística de su entorno, forma un mismo espacio urbano con las vecinas plazas del Carbón y del Siglo. La plaza recibe su nombre en honor a Marcelo Spínola y Maestre, obispo de Málaga entre 1886 y 1896.
Entre las edificaciones de la plaza destaca el número 9 de la calle Sánchez Pastor, cuyo lateral da a la plaza, obra de 1886 del arquitecto Gerónimo Cuervo González.